# Emiel van Moerkerken
Emiel van Moerkerken, también conocido como Emile van Moerkerken (Haarlem, 15 de agosto de 1916-Ámsterdam, 6 de marzo de 1995), fue un fotógrafo, cineasta y escritor neerlandés (surrealista). Van Moerkerken es considerado uno de los artistas surrealistas más importantes de los Países Bajos en las décadas de los treinta y cuarenta del siglo XX. Era hijo del escritor P.H. van Moerkerken, nieto del teólogo fervientemente anticatólico Tjeerd Cannegieter, y también abuelo del escritor Leeuw van Moerkerken. Durante la Segunda Guerra Mundial, Van Moerkerken colaboró con figuras como C. Buddingh', Louis Th. Lehmann, Theo van Baaren y Gertrude Pape en la revista surrealista De Schone Zakdoek. En 1983, Van Moerkerken ganó un Becerro de Oro por su película El próximo año en Holysloot.

## Biografía[1]
Como descendiente de una familia artística, el interés de Van Moerkerken por la fotografía se despertó desde temprana edad. Su padre, P.H. van Moerkerken, era escritor y profesor/director en la Academia Estatal de Artes Visuales en Ámsterdam. A través de su madre, Johanna Petronella Cannegieter, tuvo su primer contacto con la fotografía a una edad temprana. Durante viajes a París con sus padres en los años veinte, el joven Van Moerkerken tomó sus primeras fotografías. A partir de 1931, asistió a la Escuela Odenwald en Alemania, donde también comenzó a filmar además de la fotografía. A los dieciséis años, siguió el Curso Técnico de Cine dirigido por Willem Bon y en 1934 realizó su primera película, Sonate '34, un experimento artístico en forma.
Durante la década de los treinta, Van Moerkerken pasó mucho tiempo en París, donde conoció a personas como Brassaï, Salvador Dalí, André Breton y Man Ray, y se relacionó con círculos surrealistas. En 1938, Breton lo invitó a publicar sus fotos en la revista Minotaure. Sin embargo, Van Moerkerken se negó a firmar el nuevo  manifiesto surrealista debido a desacuerdos dentro del comunismo, lo que llevó a Breton a expulsarlo.
Durante la Segunda Guerra Mundial, Emiel trabajó en películas de resistencia comunista y junto con otros, como C. Buddingh', Louis Th. Lehmann, Theo van Baaren y Gertrude Pape, colaboró en la revista surrealista De Schone Zakdoek, que pudo permanecer oculta a la censura nazi debido a su baja tirada.
Después de la guerra, se dedicó cada vez más a la fotografía de retrato y tomó cientos de retratos de escritores y artistas famosos, como Brassaï, Willem Frederik Hermans, Anna Maria Geertruida Schmidt, Bertolt Brecht y Gerard Reve, así como del Shah de Persia, Mohammad Reza Pahleví. Muchas de estas fotos todavía se utilizan como portadas hasta el día de hoy. Van Moerkerken también trabajó en la industria cinematográfica y colaboró en la película The Third Man con Orson Welles en 1949. Además, dirigió algunas películas, una de ellas, De Wadlopers, se proyectó en el Festival de Cannes en 1950.

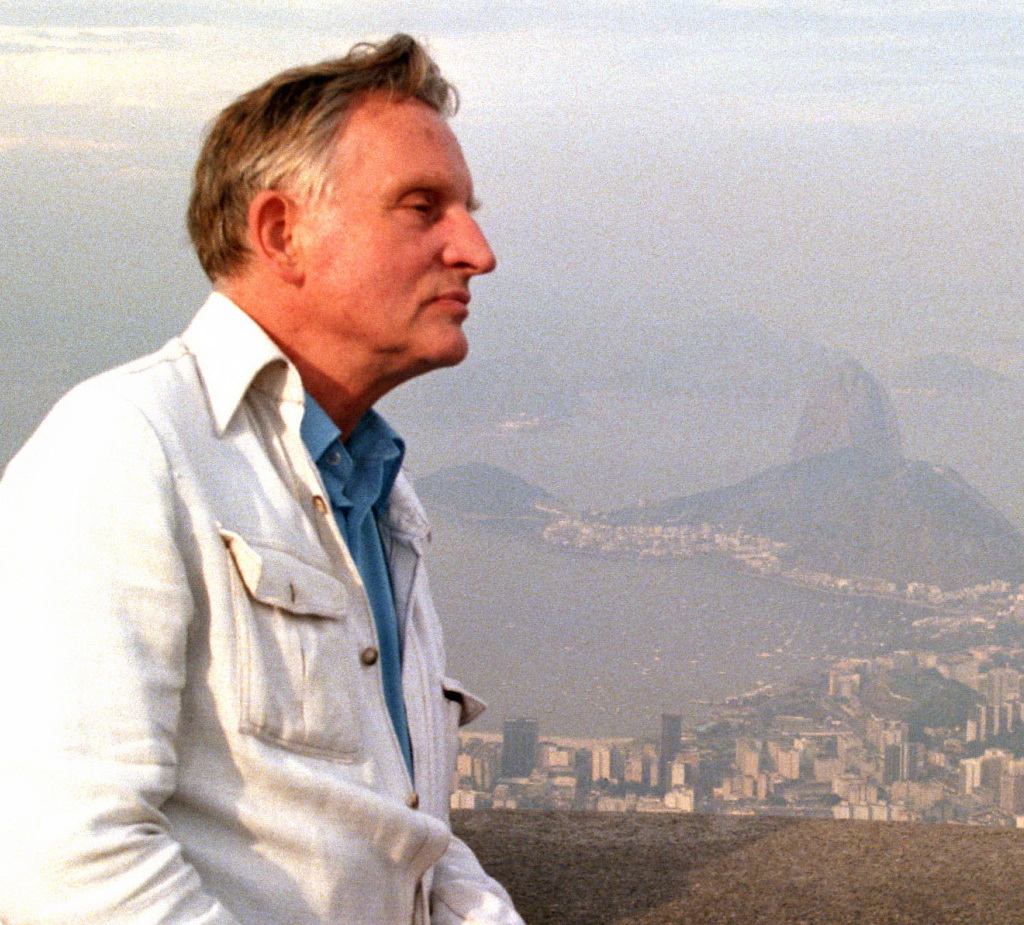
Van Moerkerken en Rio de Janeiro, 1986

De 1967 a 1979, Van Moerkerken fue profesor de técnica de cine y cámara y psicología de la percepción en la Academia de Cine de los Países Bajos en Ámsterdam. Además, de 1966 a 1981, fue investigador principal en el laboratorio de psicología de la Universidad de Ámsterdam, departamento de Psicología Funcional.
En 1983, Van Moerkerken ganó un Becerro de Oro (el premio del cine neerlandés) por su cortometraje El próximo año en Holysloot, en el cual también protagonizó. La película trata sobre un hombre ciego que camina por diversos paisajes del mundo en su camino hacia Holysloot, una metáfora para los cineastas que se obsesionan con la fama de Hollywood.
El 6 de marzo de 1995, Van Moerkerken falleció a la edad de 78 años en Ámsterdam. Aunque él nunca se consideró a sí mismo como un fotógrafo, sino siempre como un cineasta, sus fotografías surrealistas de los años treinta y cuarenta se hicieron cada vez más famosas después de su muerte. Es el único fotógrafo neerlandés que en ese período tomó una cantidad tan grande de fotos que se ajustan estrechamente al lenguaje visual surrealista internacional.

## Fotos en colecciones públicas (selección)

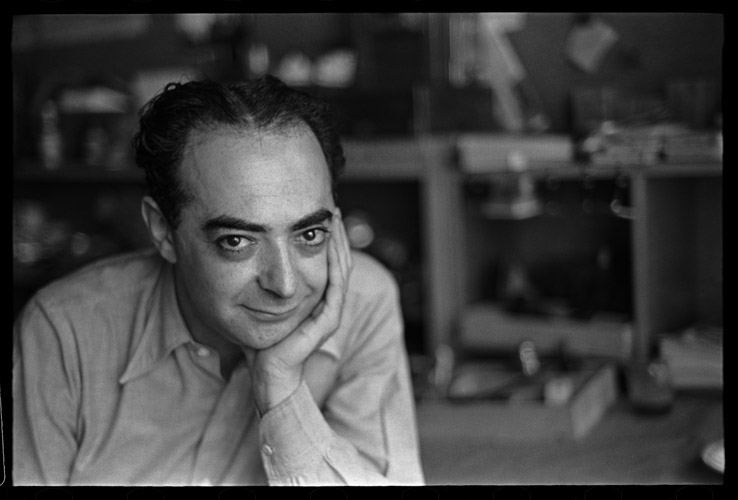
Brassaï (1936, foto por van Moerkerken)

- Rijksmuseum en Ámsterdam[2]
- Museo Stedelijk en Ámsterdam[3]
- Centraal Museum in Utrecht[4]
- Fotomuseum Den Haag[5]

## Fotografía

### Libros de fotografía (monografías)
- Emiel van Moerkerken (2011), gran obra de Emiel van Moerkerken. Incluye también un extenso ensayo sobre la vida y obra de Emiel van Moerkerken, escrito por Minke Vos.
- Foto's (1989)
- Meisjes van Nederland (Chicas de los Países Bajos) (1959)
- Amsterdam (1957), con una introducción de Adriaan Morriën.
- Reportages in licht en schaduw (Reportajes en luz y sombra) (1947), con un prólogo de Simon Carmiggelt.

### Retratos tomados por Van Moerkerken
Van Moerkerken ha fotografiado a muchos escritores, poetas y artistas visuales en sus primeros años:
| - A. Alberts, 1953 - Theo van Baaren, 1944 - J. Bernlef, 1963 - Willem Bon, cineasta neerlandés, 1935 - Menno ter Braak, 1939 - Brassaï, 1936 - Bertolt Brecht, 1954 - L.E.J. Brouwer, matemático, 1944 - Simon Carmiggelt, 1947 - Max Dendermonde, 1943 - Lodewijk van Deyssel, 1934 - Günter Eich, escritor alemán, 1954 - Jan Elburg, 1946 - Emile Erens, 1936, 1941 - Frans Erens, 1929, 1930 - Chr.J. van Geel, 1938, 1941, 1961 | - André Gide, 1946 - Willem Frederik Hermans, 1951, 1963 - Joris Ivens, cineasta neerlandés, 1947 - Egon Erwin Kisch, 1935 - Jef Last, 1934, 1936, 1948, 1961 - Halldór Laxness, 1963 - Paul Léautaud, 1946 - Louis Th. Lehmann, 1939, 1942, 1949, 1953 - Doeschka Meijsing, 1975 - Henry Miller, 1960 - Pieter Hendrik van Moerkerken, varios años - Henry de Montherlant, 1946 - Adriaan Morriën, 1944, 1955 - Geert van Oorschot (R.J. Peskens), 1946 - Mohammad Reza Pahlavi, 1960 - E. du Perron, 1939 - Gerard Reve, 1955 | - Adriaan Roland Holst, 1943, 1948 - Frank Rubin, pintor danés, 1955, 1964 - Renate Rubinstein, 1968 - Koos Schuur, 1946 - Annie M.G. Schmidt, 1950 - Albert Vigoleis Thelen, 1953 - Stefan Themerson, 1972 - Simon Vestdijk, 1939 - Boris Vian, 1954 - Dolf Verspoor, 1936, 1951, 1974 - Victor van Vriesland, 1947 - Carel Willink, 1943 - Jan Wit, 1940 - Jan Wolkers, 1963 |

## Películas (Dirección)
Las siguientes películas (cortometrajes) se encuentran todas en el Eye Filmmuseum de Ámsterdam.
- El próximo año en Holysloot (1983). Esta película recibió en 1983 el Becerro de Oro al mejor cortometraje.
- Maison Picasiette (1977, en colaboración con Maarten Kloos)
- Magic Picture Book (1976)
- Sonata Chipolata (1973)
- Improvisatie (Improvisación)(1972)
- Droompaleis, Le palais idéal du Facteur Cheval (Palacio de Sueños)(VPRO, 1969)
- Feuillefilm 5 (VPRO, 1967)
- Bergtoppen in de oceaan, zomerdagen op de Faeröer (Cumbres en el océano, días de verano en las Islas Feroe) (VPRO, 1966)
- Signalement van de hik (Descripción del hipo) (1965)
- Au revoir (1964)
- IJsland (Islandia)(1963)
- Good Morning (1963)
- De Wadlopers (1959), proyectada en el festival de cine de Cannes con el título Les Alpinistes de la Mer.
- The Cuckoo Waltz (Koekoekswals) (1955, con imágenes de los años 30)
- Chomeniki (Sikkens lakfabrieken, 1948)
- Limehouse Blues (1936-1948)
- Na 100 jaar (Después de 100 años), (Película de ferrocarriles) (cámara, 1939)
- Kijkjes in de dierentuin (Vistazos al zoológico) (1936: nunca se completó)
- Sonate (1934)